# L'Agent secret (Superman)
 (mai 2017).
Si vous disposez d'ouvrages ou d'articles de référence ou si vous connaissez des sites web de qualité traitant du thème abordé ici, merci de compléter l'article en donnant les références utiles à sa vérifiabilité et en les liant à la section « Notes et références ».
Pour plus de détails, voir Fiche technique et Distribution.
L'Agent secret (Secret Agent) est le 17e court-métrage d'animation de l'ensemble de courts-métrages Superman, réalisé par Seymour Kneitel et sorti en 1943.